# Forest Lake (Minnesota)
Forest Lake – miasto w Stanach Zjednoczonych, w stanie Minnesota, w hrabstwie Washington.